# 昌西 (喬治亞州)
昌西（英語：Chauncey）是一個位於美國喬治亞州道奇縣的城市。

## 地理
昌西的座標為32°06′18″N 83°03′58″W / 32.10500°N 83.06611°W，而該地的平均海拔高度為94米（即308英尺）。

## 人口
根據2010年美國人口普查的數據，昌西的面積為4.50平方千米，當中陸地面積為4.50平方千米，而水域面積為0.00平方千米。當地共有人口342人，而人口密度為每平方千米76人。